# Пентаникельуран
Пентанѝкельура́н — бинарное неорганическое соединение, интерметаллид
никеля и урана
с формулой UNi5,
кристаллы.

## Получение
- Сплавление стехиометрических количеств чистых веществ:

{\displaystyle {\mathsf {5Ni+U\ {\xrightarrow {1305^{o}C}}\ UNi_{5}}}}

## Физические свойства
Пентаникельуран образует кристаллы кубической сингонии, пространственная группа F 43m, параметры ячейки a = 0,67958 нм, Z = 4,
структура типа пентабериллийзолота AuBe5.
Соединение конгруэнтно плавится при температуре 1305 °C.
Обладает областью гомогенности 82,5÷83,3 ат. % никеля
.